# Puntius
Genre
Puntius est un genre de poissons téléostéens. L'espèce type est Cyprinus sophore F. Hamilton, 1822. Puntius est un genre de cyprinidés connus sous le nom de « barbes tachetés » − pour l'aspect prédominant − même si beaucoup ont des bandes verticales noires. Ce genre est originaire d'Asie du Sud et du Sud-Est, avec une seule espèce à Taiwan. Certaines espèces se rencontrent ailleurs comme aux Philippines.

## Étymologie
Le nom de Puntius vient de « pungti », un terme bengali pour les petits cyprinidés.

## Taxonomie
Historiquement, de nombreuses espèces de Puntius ont été classées dans plusieurs genres, y compris les Barbus. Malgré les reclassements, l’épithète spécifique reste la même - sauf en cas d’homonymies – du fait que Barbus et Puntius ont le même genre grammatical. Les plus proches parents vivants des « barbes tachetés » sont les Cyprinion avec notamment Cyprinion semiplotum, et peut-être les « barbes » du genre Capoeta. Ces derniers et autres « barbes à barbillons typiques » étaient autrefois souvent séparés en sous-famille des Barbinae, mais ce groupe est très paraphyletic à l'égard des Cyprininae ; au mieux ils étaient fusionnés au moins pour la majeure partie (y compris Puntius). En particulier, le genre Barbonymus, contenant l’espèce Barbonymus schwanenfeldii et parentés - pendant un certain temps inclus dans Puntius - semble être une sorte de carpe à l’évolution convergente.

## Description
Les poissons du genre Puntius se rencontrent en Asie du Sud (à l'ouest du Pakistan et au sud du Sri Lanka) et sur la plaque continentale d’Asie du Sud, avec une seule espèce, Puntius snyderi, à Taiwan. La plus grande concentration en espèces est en Inde. La taille maximale pour un adulte de ce genre est de moins de 25 centimètres - typiquement entre 7 et 15 centimètres - et de nombreuses espèces ne dépassent pas les 5 centimètres de longueur à l’âge adulte. En apparence, ils peuvent ressembler à une "carpe en miniature" et sont souvent de couleurs vives ou à motifs. Ces poissons sont omnivores ; leur régime alimentaire comprend de petits invertébrés et des végétaux. L'élevage est par diffusion d'œuf (œufs coulants) et a lieu à proximité du fond, près ou dans des zones de forte croissance des plantes. Ils ne montrent pas de soins parentaux, et les adultes peuvent manger leurs jeunes.

## Aquariophilie
Ces petites « barbes » tropicales sont généralement souvent maintenues comme poissons d’aquarium d'eau chaude, et de nombreuses espèces sont disponibles dans le commerce. Un certain nombre de races ou variétés avec des nageoires allongées (voiles) ou de couleurs différentes ont été sélectionnés et produites, des espèces les plus largement commercialisés. Les Puntius sont faciles à nourrir, acceptant une grande variété d'aliments, y compris les aliments séchés ou lyophilisés. Notez que ces poissons curieux sont actifs et « sans peur », et de nombreuses espèces ont une réputation de « fine-pince » (sournois). Le genre n’est pas adaptés pour les aquariums interspécifique calme notamment abritant les espèces à longues nageoires (guppy, combattant etc).

## Liste des espèces
Selon FishBase (18 août 2015)',:
- Puntius ambassis (Day, 1869)

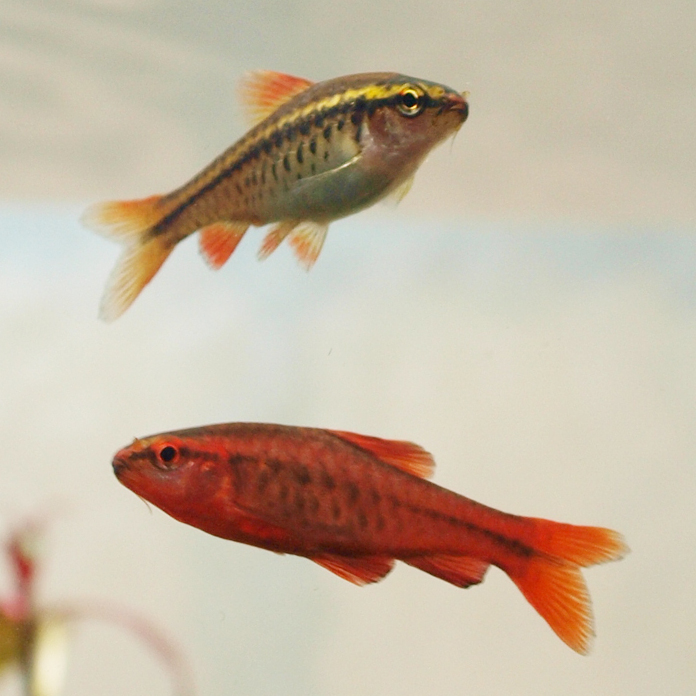
Puntius titteya - femelle en haut, mâle en bas

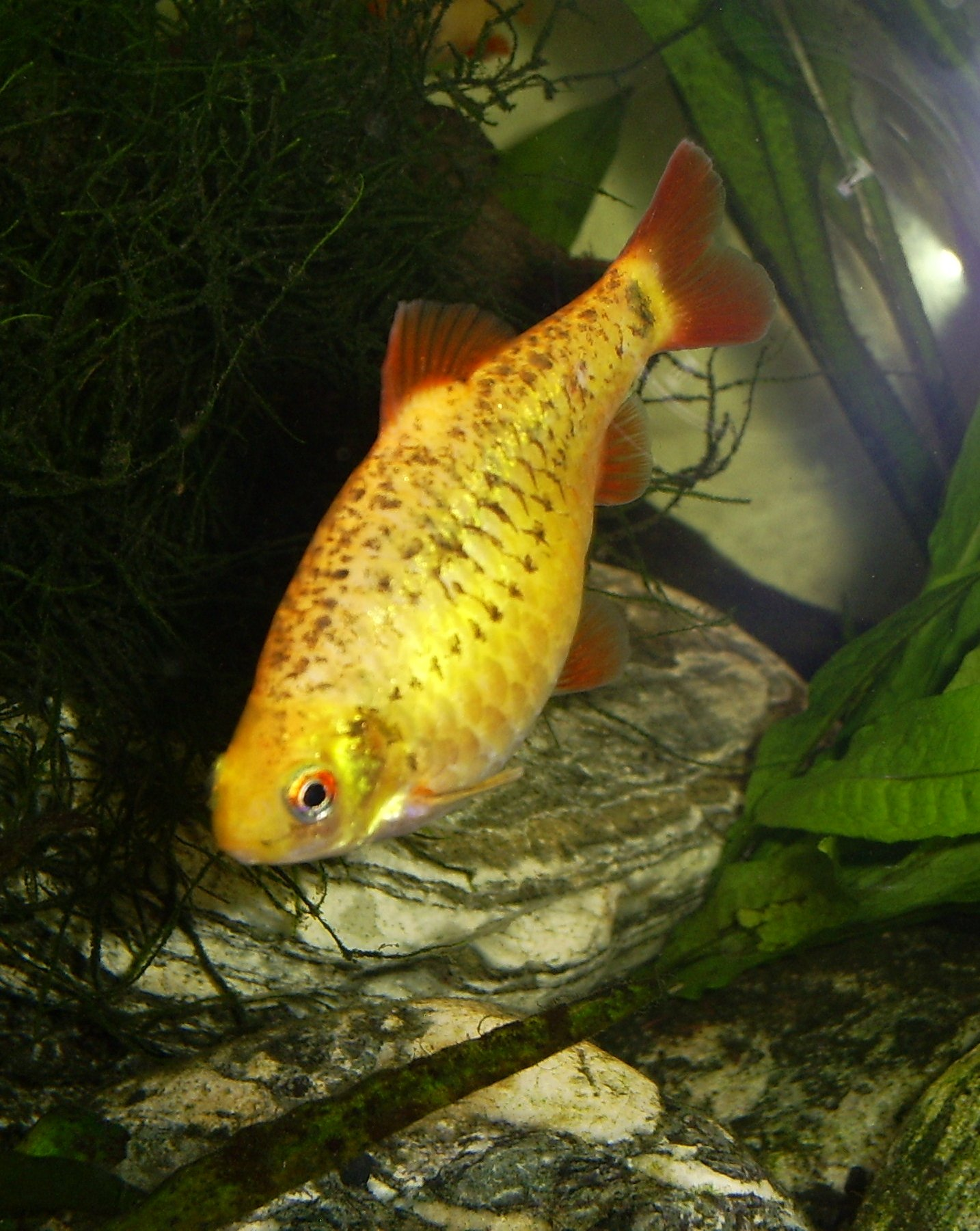
Puntius sachsii

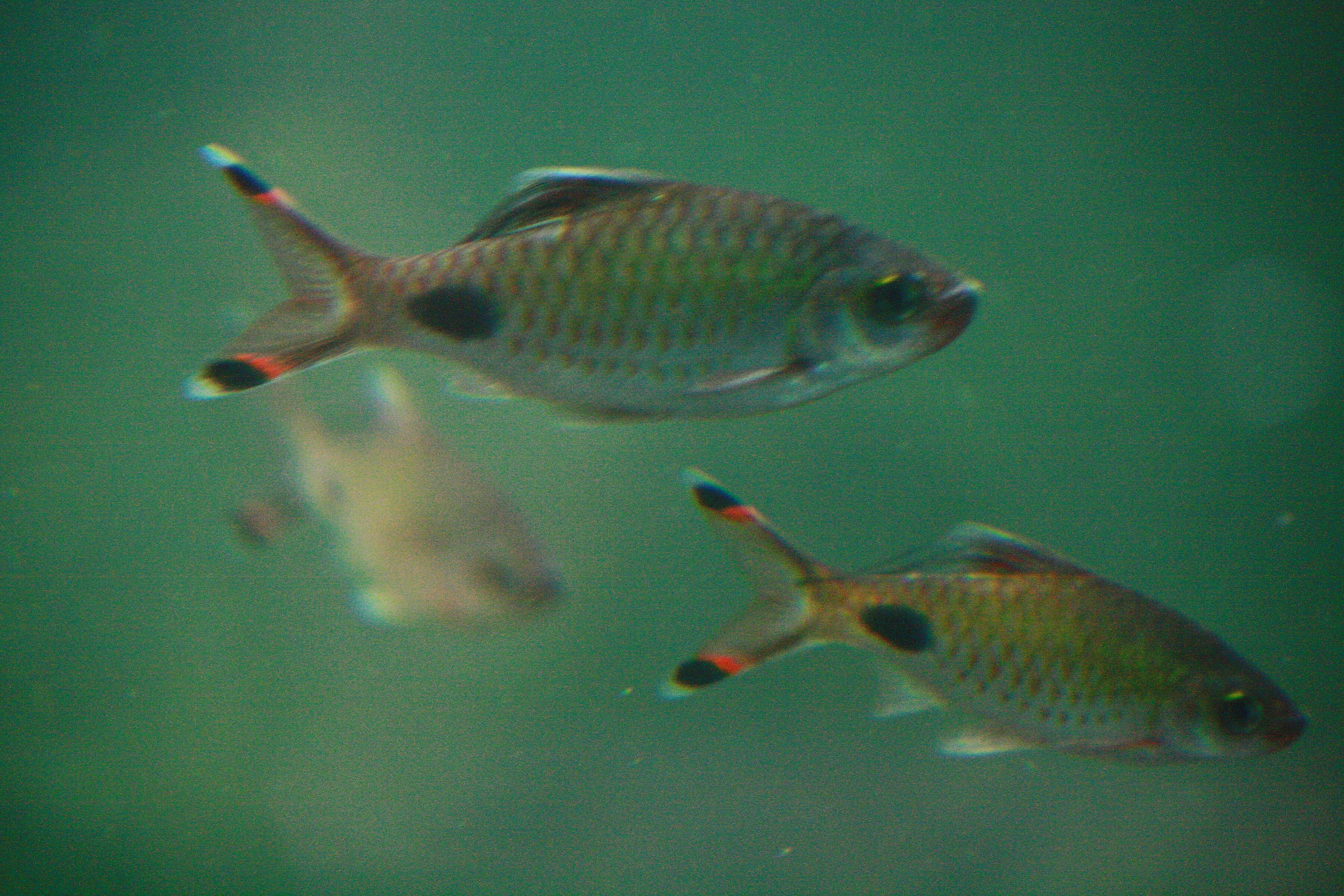
Puntius mahecola

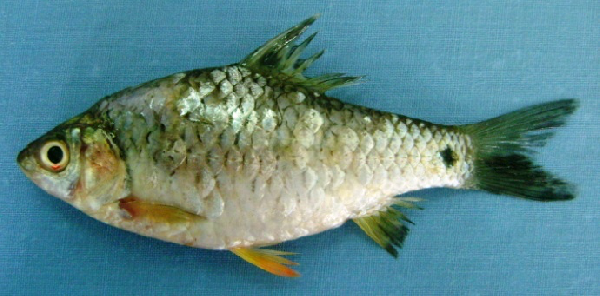
Puntius sophore

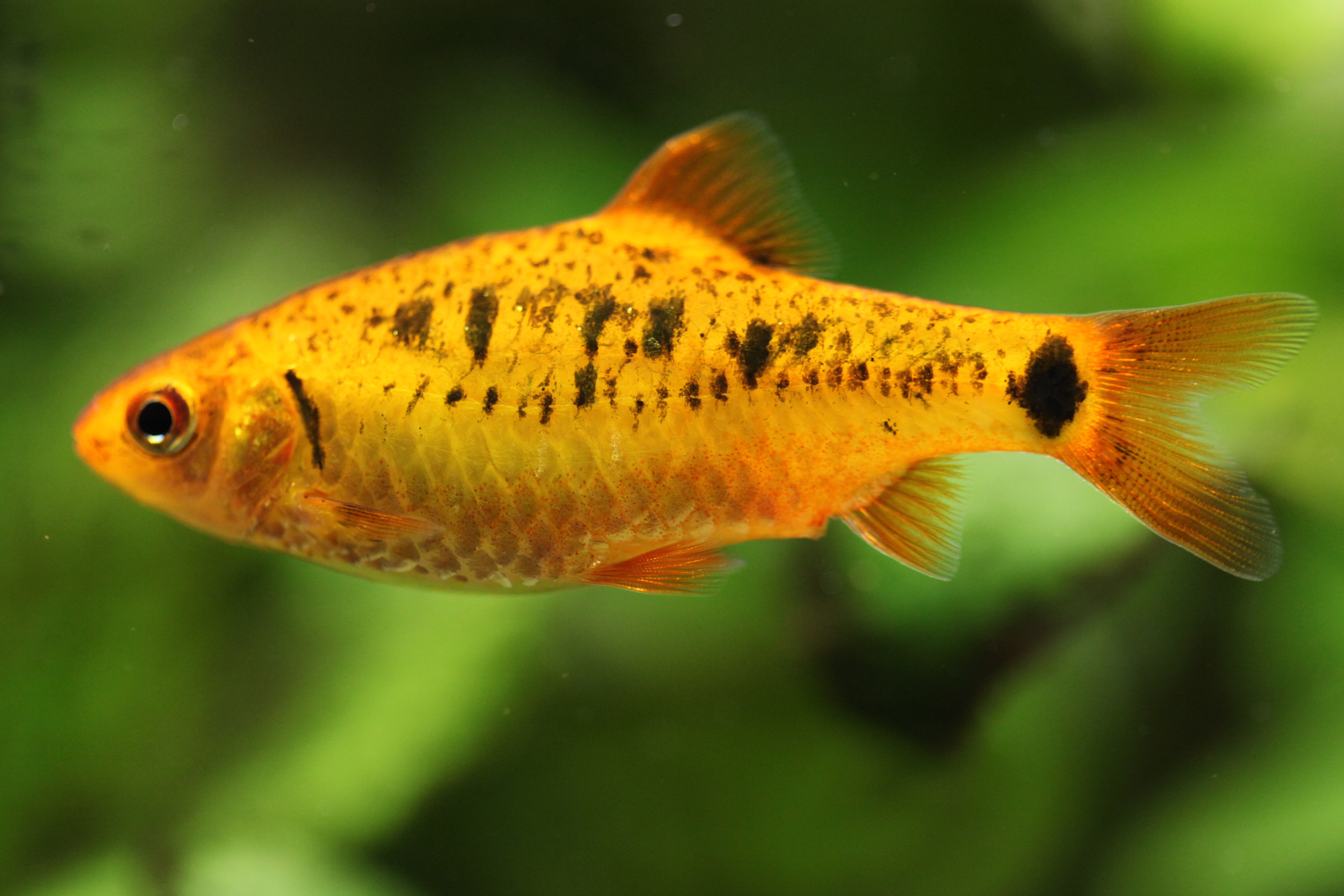
Puntius semifasciolatus

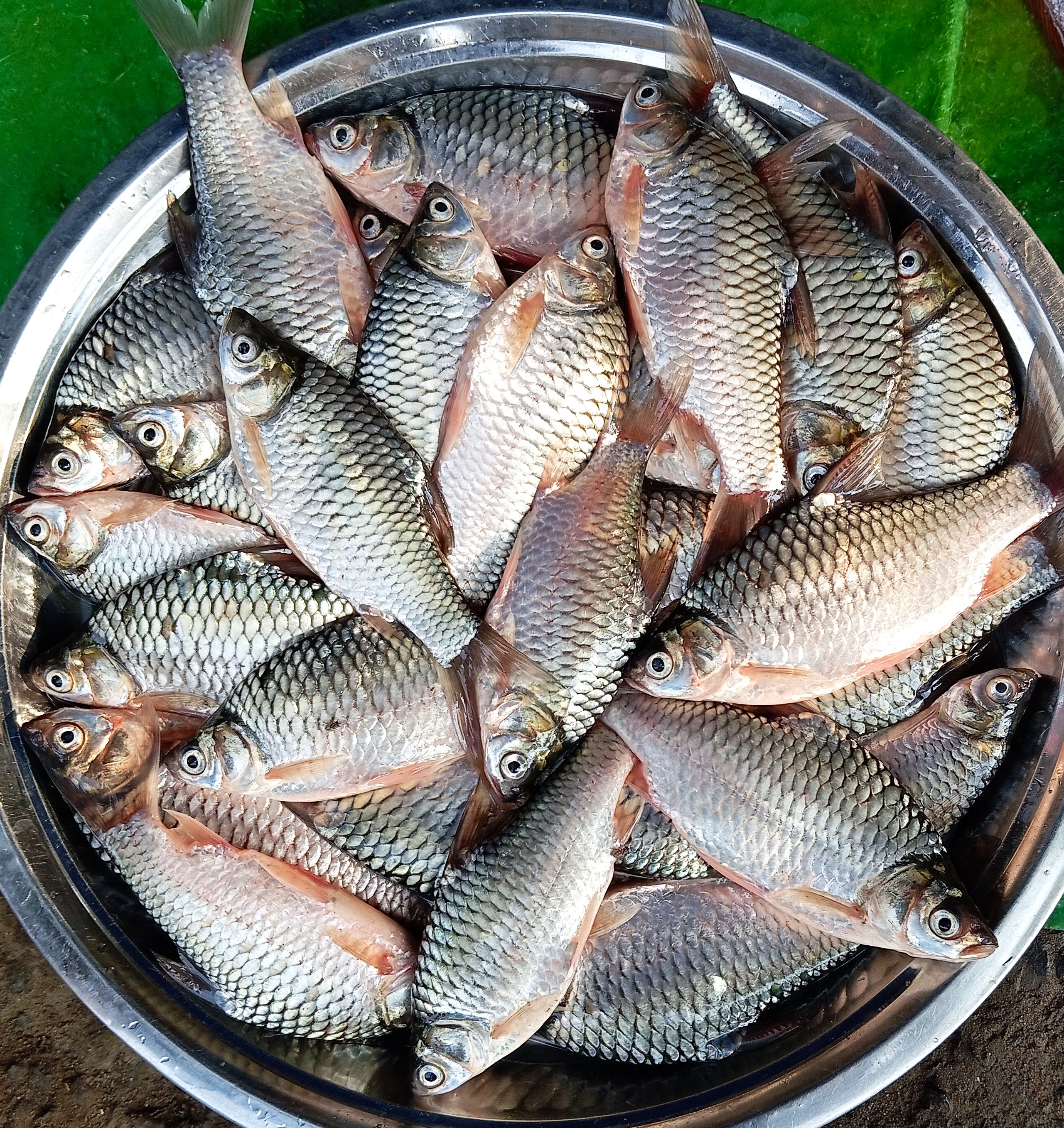
Puntius du Bengale-Occidental

- Puntius amphibius (Valenciennes, 1842)
- Puntius aphya (Günther, 1868) - validité douteuse, semble être un synonyme de Leptobarbus hoevenii[4].
- Puntius arenatus (Day, 1878)
- Puntius aurotaeniatus (Tirant, 1885)
- Puntius banksi Herre, 1940
- Puntius bantolanensis (Day, 1914) - semble appartenir au genre Barbodes[4]
- Puntius bimaculatus (Bleeker, 1863)
- Puntius bramoides (Valenciennes, 1842) - validité douteuse, semble être un synonyme de Barbonymus balleroides[4].
- Puntius brevis (Bleeker, 1849)
- Puntius bunau Rachmatika, 2005
- Puntius burmanicus (Day, 1878)
- Puntius cauveriensis (Hora, 1937)
- Puntius chelynoides (McClelland, 1839)
- Puntius chola (Hamilton, 1822)
- Puntius crescentus Yazdani & Singh, 1994
- Puntius deccanensis Yazdani & Babu Rao, 1976
- Puntius dorsalis (Jerdon, 1849)
- Puntius dorsimaculatus (Ahl, 1923)
- Puntius dunckeri (Ahl, 1929)
- Puntius everetti (Boulenger, 1894)
- Puntius fraseri (Hora & Misra, 1938)
- Puntius kamalika Silva, Maduwage & Pethiyagoda, 2008
- Puntius kelumi Pethiyagoda, Silva, Maduwage & Meegaskumbura, 2008
- Puntius khohi Dobriyal, Singh, Uniyal, Joshi, Phurailatpam & Bisht, 2004
- Puntius kuchingensis Herre, 1940
- Puntius lateristriga (Valenciennes, 1842)
- Puntius layardi (Günther, 1868)
- Puntius madhusoodani Krishnakumar, Benno Pereira & Radhakrishnan, 2012[5]
- Puntius mahecola (Valenciennes, 1844)
- Puntius masyai Smith, 1945
- Puntius melanostigma (Day, 1878)
- Puntius microps (Günther, 1868)
- Puntius morehensis Arunkumar & Tombi Singh, 1998
- Puntius mudumalaiensis Menon & Rema Devi, 1992
- Puntius muzaffarpurensis Srivastava, Verma & Sharma, 1977
- Puntius nangalensis Jayaram, 1990
- Puntius ophicephalus (Raj, 1941)
- Puntius parrah Day, 1865
- Puntius paucimaculatus Wang & Ni, 1982 - peut-être un synonyme de Barbodes semifasciolatus[4].
- Puntius pugio Kullander, 2008
- Puntius punjabensis (Day, 1871)
- Puntius puntio (Hamilton, 1822)
- Puntius rhombeus Kottelat, 2000
- Puntius sachsii (Ahl, 1923) - validité douteuse, semble être un synonyme de Barbodes semifasciolatus[4].
- Puntius sahyadriensis Silas, 1953
- Puntius schanicus (Boulenger, 1893)
- Puntius sealei (Herre, 1933)
- Puntius semifasciolatus (Günther, 1868)
- Puntius snyderi Oshima, 1919
- Puntius sophore (Hamilton, 1822)
- Puntius sophoroides (Günther, 1868)
- Puntius spilopterus (Fowler, 1934)
- Puntius takhoaensis  Nguyen & Doan, 1969
- Puntius terio (Hamilton, 1822)
- Puntius tetraspilus (Günther, 1868)
- Puntius thermalis (Valenciennes, 1844)
- Puntius thomassi (Day, 1874)
- Puntius titteya Deraniyagala, 1929
- Puntius viridis Plamoottil & Abraham, 2014[6]
- Puntius vittatus Day, 1865
- Puntius waageni (Day, 1872)

### Également
- Puntius nelsoni Plamoottil, 2015 [7]
- Puntius nigronotus Plamoottil, 2015 [8]
- Puntius pinnauratus F. Day, 1865 [7]
- Puntius stigma Valenciennes, 1844 [7]